# La casa de cera
La casa de cera (House of Wax en inglés) es una película estadounidense-australiana de terror dirigida por Jaume Collet-Serra, producida por los estudios Warner Bros. Pictures y estrenada por primera vez en 2005, con guion de Chad Hayes y Carey W. Hayes. Esta versión no debe confundirse  con la película House of Wax de 1953, protagonizada por Vincent Price y que a su vez también fue un remake de una película anterior: Misterio en el museo de cera (1933). La versión sobre la que trata el presente artículo fue estrenada en Estados Unidos el 26 de abril de 2005 y comercializada en formato de DVD el 25 de octubre de ese mismo año.

## Argumento
En 1974, una mujer realiza una escultura de cera y le hace cariños a su hijo por haberse portado bien, después llega su esposo trayendo a su descontrolado hijo, quien lo amarra a una silla después el niño lastima a su madre y por represalia le da una bofetada. 
En la actualidad, un grupo de jóvenes amigos conformados por Carly, su novio Wade, el hermano de esta Nick y sus amigos Paige, Blake y Dalton, deciden realizar un viaje por carretera para poder ver un partido de fútbol en Baton Rouge, Luisiana. Sin embargo el viaje se extiende más de lo planeado obligando al grupo a montar un campamento en un bosque al lado de la carretera. Esa misma noche, son visitados por un misterioso conductor que se estaciona delante de ellos y los ilumina con los faros de su auto. Un frustrado Nick rompe uno de los faros provocando la retirada del misterioso hombre. 
Al día siguiente, el grupo descubre que el auto de Wade está averiado. Además, Carly y Paige ven una fosa llena de cadáveres de animales en descomposición. El grupo se encuentra con Lester, un rural local que les indica que hay un pueblo cercano y se ofrece a llevarlos. Carly y Wade se ofrecen a ir al pueblo, el cual esta prácticamente abandonado a excepción de Bo, el cual es dueño de la gasolinera. Este en un principio se molesta con ellos porque interrumpieron un funeral al cual estaba asistiendo, pero este accede a ayudarlos en cuanto el funeral termine. Mientras esperan, Carly y Wade visitan la atracción principal del pueblo: un museo de cera hecho auténticamente de cera y que tiene figuras muy realistas. 
En el campamento, Nick y Dalton comienzan a cansarse de esperar a Carly y Wade por lo que se dirigen al pueblo a pie, mientras que Paige y Blake aprovechan la oportunidad para estar solos. En el pueblo, Bo decide llevar a la pareja a su casa porque ahí tiene lo que los chicos están buscando, Wade pide usar el baño de la casa pero en su camino se distrae con las extrañas pertenencias de Bo, siendo posteriormente herido y capturado por un extraño que usa una máscara. Por otra parte, Carly descubre que Bo es la persona que los visitó en el campamento y trata de eludirlo en el pueblo solo para descubrir que los pocos habitantes que quedaban son también figuras de cera. Mientras tanto, un capturado Wade es sedado, desvestido y embalsamado vivo con cera por el extraño, para volverlo una nueva figura en el museo. 
Carly es capturada por Bo, quien la retiene en su gasolinera y le pega sus labios con pegamento para que no alerte de su presencia a Nick, que se encontraba llegando al pueblo en ese momento. Dalton por su parte, entra en el museo de cera donde se encuentra a Wade ahora como una figura más, pero cuando descubre que es real, el extraño le ataca, lo asesina decapitándolo y toma su cuerpo para hacerle lo mismo. Carly consigue advertir a su hermano que se encuentra capturada, y de esa manera Nick se las arregla para liberarla. Sin embargo, Bo los persigue armado con una escopeta, pero Nick logra herirlo usando una ballesta. En el campamento, mientras Paige y Blake se preparan para tener relaciones sexuales, el extraño los encuentra, mata a Blake y persigue a Paige hasta un estacionamiento donde la asesina al empalarla con un tubo de metal.
Carly y Nick van a la casa de Bo esperando contactar a la policía, mientras empiezan a investigar, descubren recortes de periódicos, donde se revela que un doctor perdió su licencia médica tras realizar una polémica cirugía a sus hijos siameses para estar separados, pero con consecuencias terribles al hijo, dejándole la cara desfigurada, como se muestran las fotografías de los hermanos una con perfecto estado y otro con el rostro desfigurado, pero allí ven que Bo regresa y lo ven regañando a otro hombre (el extraño que ha estado asesinando a sus amigos) que se revela como Vincent, el hermano de Bo. Para no ser descubiertos Nick y Carly bajan hasta el sótano de la casa donde descubren el "taller" de Vincent, donde este tiene el cadáver de Dalton. Al poco tiempo Vincent los descubre y comienza a atacarlos, provocando un incendio. Carly y Nick intentan escapar pero regresan al museo de cera donde los espera Bo. A medida que las llamas queman todo, el museo poco a poco comienza a derretirse. Luego de un forcejeo, Carly y Nick consiguen finalmente matar a los hermanos Bo y Vincent y escapan del museo antes de que este se derrita por completo. Al día siguiente Carly y Nick son atendidos por los paramédicos y escoltados a salvo fuera del pueblo, quien el policía les revela que el pueblo estaba abandonado por 10 años y que con el paso del tiempo, Bo y Vincent han estado asesinando personas que cruzan la carretera entrando al pueblo y después convertir los cadáveres en esculturas de cera. Sin embargo uno de los oficiales es informado de que los hermanos tienen a otro hermano no identificado, y mientras Carly voltea para ver al pueblo, nota que Lester se despide de ella, dando a entender que es el tercer hermano.

## Reparto
- Elisha Cuthbert como Carly Jones
- Chad Michael Murray como Nick Jones
- Brian Van Holt como Bo y Vincent Sinclair
- Paris Hilton como Paige Edwards
- Jared Padalecki como Wade Felton
- Jon Abrahams como Dalton Chapman
- Robert Richard como Blake Johnson
- Damon Herriman como Lester Sinclair
- Sam Herkees como Joven Vincent
- Murray Smith como Dr. Victor Sinclair
- Dragista Debert como Trudy Sinclair

## Banda sonora
La banda sonora estuvo compuesta por doce canciones de grupos como 30 Seconds to Mars, My Chemical Romance, Deftones, Marilyn Manson y Disturbed.

### Listado de canciones
| N.º | Título                                 | Intérprete          | Duración |
| --- | -------------------------------------- | ------------------- | -------- |
| 1.  | “Spitfire”                             | The Prodigy         | 5:08     |
| 2.  | “Helena”                               | My Chemical Romance | 3:30     |
| 3.  | “Minerva”                              | Deftones            | 4:17     |
| 4.  | “Gun in hand”                          | Stutterfly          | 3:29     |
| 5.  | “Prayer”                               | Disturbed           | 3:38     |
| 6.  | “Path to prevail”                      | Bloodsimple         | 3:17     |
| 7.  | “Dried up, tied and dead to the world” | Marilyn Manson      | 4:15     |
| 8.  | “Dirt”                                 | The Stooges         | 7:00     |
| 9.  | “Not that social”                      | The Von Bondies     | 3:00     |
| 10. | “Cut me up”                            | Har Mar Superstar   | 3:10     |
| 11. | “New Dawn Fades”                       | Joy Division        | 4:46     |
| 12. | “Taking me alive”                      | Dark New Day        | 4:43     |

Hay otras canciones que se incluyeron en la película, pero no en este álbum:
1. “Automatic” - Brothers Conti
2. “Bitchmade” - Young Hoggs
3. “Roland” - Interpol
4. “What's fuckin with us?” - CHOPS con Raekwon
5. “The kill” - 30 Seconds to Mars

## Demandas
En enero de 2006 se anunció por el estudio Warner Roadshow, propietarios del Village Theme Park Management y el Warner World Australia (parques temáticos) que estaban demandando al experto de efectos especiales David Fletcher y la Wax Productions debido a un incendio en plató durante la producción.
La demanda de 7 millones de dólares alega que el Sr. Fletcher y la Wax Productions tuvieron una actuación negligente durante el incendio que destruyó parte de la Costa Dorada de los estudios Warner Bros. Movie World. La razón de la presunta negligencia fue no tener bomberos preparados y habiendo madera cercana al fuego. El lugar donde se produjo el incendio fue demolido y se mantiene allí un campo para futuros proyectos del Movie World.

## Premios y nominaciones
La casa de cera ganó tres de los siete premios a los que estaba nominada en los Teen Choice Awards del 2005, fue nominada a un premio MTV Movie en 2006 y ganó una de las tres nominaciones en los premios Golden Raspberry.
| Premio                         | Categoría                                   | Nominados                                                           | Resultado |
| ------------------------------ | ------------------------------------------- | ------------------------------------------------------------------- | --------- |
| MTV Movie Awards (2006)        | Mejor suspenso mantenido                    | Paris Hilton                                                        | Nominada  |
| Golden Raspberry Awards (2005) | Peor actriz de reparto                      | Paris Hilton                                                        | Ganadora  |
| Golden Raspberry Awards (2005) | Peor película                               |                                                                     | Nominada  |
| Golden Raspberry Awards (2005) | Peor remake o secuela                       |                                                                     | Nominada  |
| Teen Choice Awards (2006)      | Mejor actor en película de terror o acción  | Chad Michael Murray                                                 | Ganador   |
| Teen Choice Awards (2006)      | Mejor escena de grito                       | Paris Hilton El grito de Paige cuando es perseguida por el asesino. | Ganadora  |
| Teen Choice Awards (2006)      | Mejor película de terror                    |                                                                     | Ganadora  |
| Teen Choice Awards (2006)      | Mejor actriz en película de terror o acción | Elisha Cuthbert                                                     | Nominada  |
| Teen Choice Awards (2006)      | Mejor interpretación - Categoría de Mujeres | Paris Hilton                                                        | Nominada  |
| Teen Choice Awards (2006)      | Mejor interpretación - Categoría de Hombres | Jared Padalecki                                                     | Nominado  |
| Teen Choice Awards (2006)      | Choice Movie Rumble                         | Elisha Cuthbert, Chad Michael Murray y Brian Van Holt               | Nominados |

## Curiosidades
- Paris Hilton no hizo un casting para la película, el director la quería en ese papel.
- La matrícula del coche de Wade es de Florida.
- Ambrose es una ciudad ficticia.
- El nombre del villano principal, Vincent, hace referencia a Vincent Price, el actor principal de la película original homónima de 1953.
- El departamento de producción construyó completamente el pueblo de Ambrose en un campo detrás de los estudios de la Warner Bros de Australia.
- Durante el rodaje, un equipo de filmación de MTV siguió la producción y dio a conocer algunas escenas.
- Mientras se filmaba la película, Chad Michael Murray se prometió a su novia, su ahora exmujer Sophia Bush, en el hotel en el que se encontraba.
- En la primera noche de rodaje Paris Hilton tuvo un ataque de pánico.
- Paris Hilton tiene su propia figura de cera en el Madame Tussauds.
- La camioneta de Blake es una Cadillac Escalade, que tuvo que ser importada desde Estados Unidos porque no estaban a la venta en Australia.
- El diseño de Ambrose fue copiado de una localidad de Etiopía construida por italianos.
- Durante el rodaje de la película, Paris Hilton fue invitada a asistir al cumpleaños de un fan; fue por un precio.
- Nicky Hilton entrevistó a su hermana Paris en el set de la película para la E network.
- La canción que aparece al final, en los créditos, es “Helena” de My Chemical Romance.
- En el capítulo Fallen Idols, de la quinta temporada de Supernatural, un dios pagano de un bosque toma las formas de personas famosas (entre ellas, la de Paris Hilton) para devorar a sus fanáticos. Dean comenta que a él no puede hacerle nada ya que no admira a Paris Hilton, y «ni siquiera ha visto House of Wax». Cabe aclarar que Jared Padalecki interpreta a Sam Winchester, el hermano de Dean, en dicha serie.
- Cuando los chicos van al cine se está pasando la película What Ever Happened to Baby Jane?.
- Al final el público se puede dar cuenta que los tres hermanos que vivían en Ambrose hacen referencia a la película El bueno, el malo y el feo. El bueno como el conductor de la camioneta, el malo como Bo Sinclair y el feo Vicent Sinclair con su máscara de cera que lo cubría.